# Bhutanillus
Bhutanillus is een geslacht van kevers uit de familie van de loopkevers (Carabidae). De wetenschappelijke naam van het geslacht is voor het eerst geldig gepubliceerd in 1975 door M.E.Schmid.

## Soorten
Het geslacht Bhutanillus omvat de volgende soorten:
- Bhutanillus pygmaeus M.Schmid, 1975
- Bhutanillus yodai (Jedlicka, 1965)